# Érin
Érin  es una población y comuna francesa, situada en la región de Norte-Paso de Calais, departamento de Paso de Calais, en el distrito de Arras y cantón de Heuchin.

## Geografía
El municipio se encuentra a 14 km al noroeste del municipio de Saint-Pol-sur-Ternoise y forma parte de la periferia de su área turística. Se ubica en el norte del país a corta distancia del Canal de la mancha y la frontera con Bélgica

## Demografía
| 242 | 231 | 207 | 187 | 157 | 152 |
| Para los censos de 1962 a 1999 la población legal corresponde a la población sin duplicidades (Fuente: INSEE [Consultar]) |     |     |     |     |     |